# Fahrradfelge

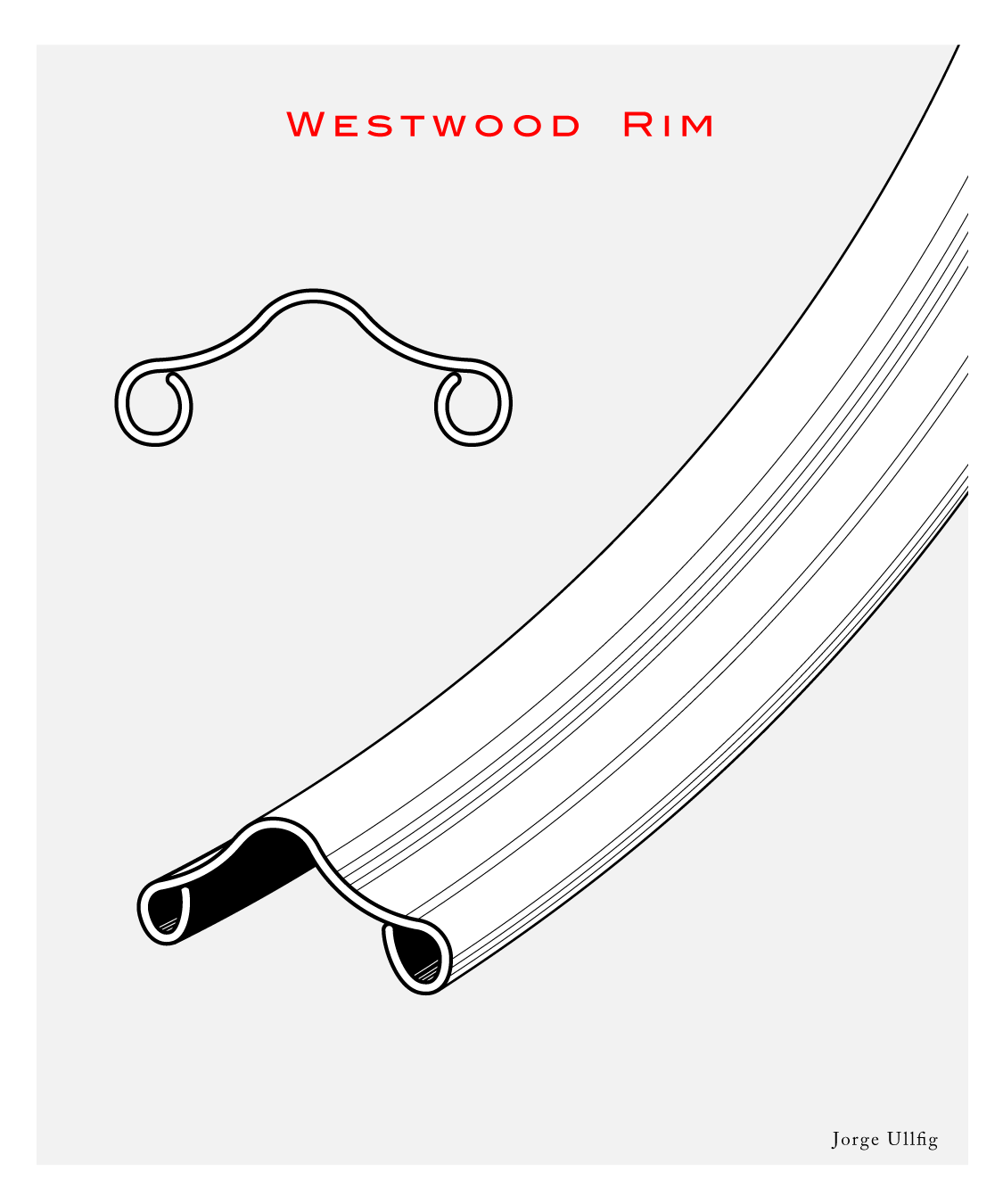
Flache und breite Westwoodfelge aus Stahlblech, meist nur noch bei traditionell gestalteten Rädern eingesetzt

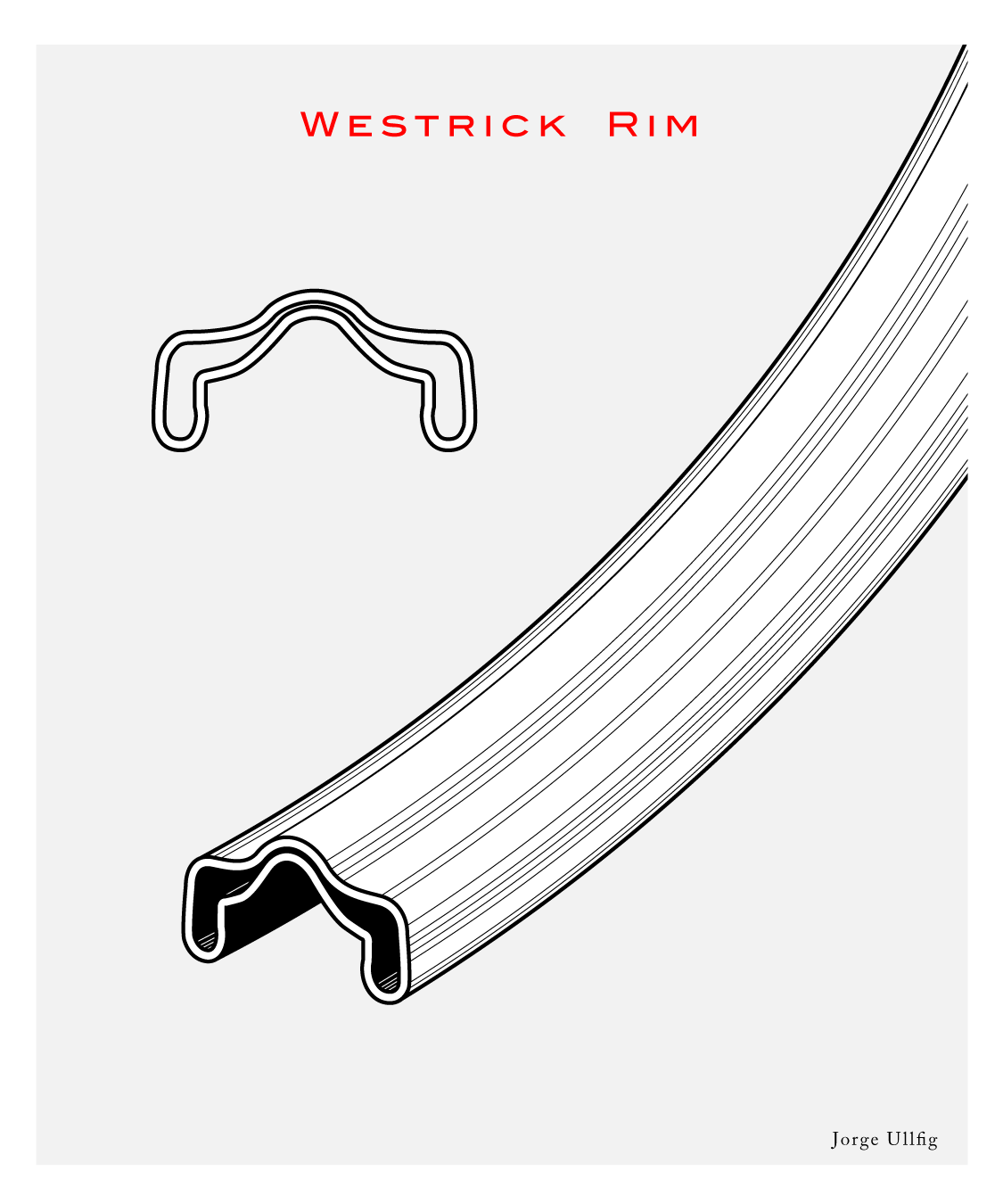
Hohlkammerfelge aus Stahlblech

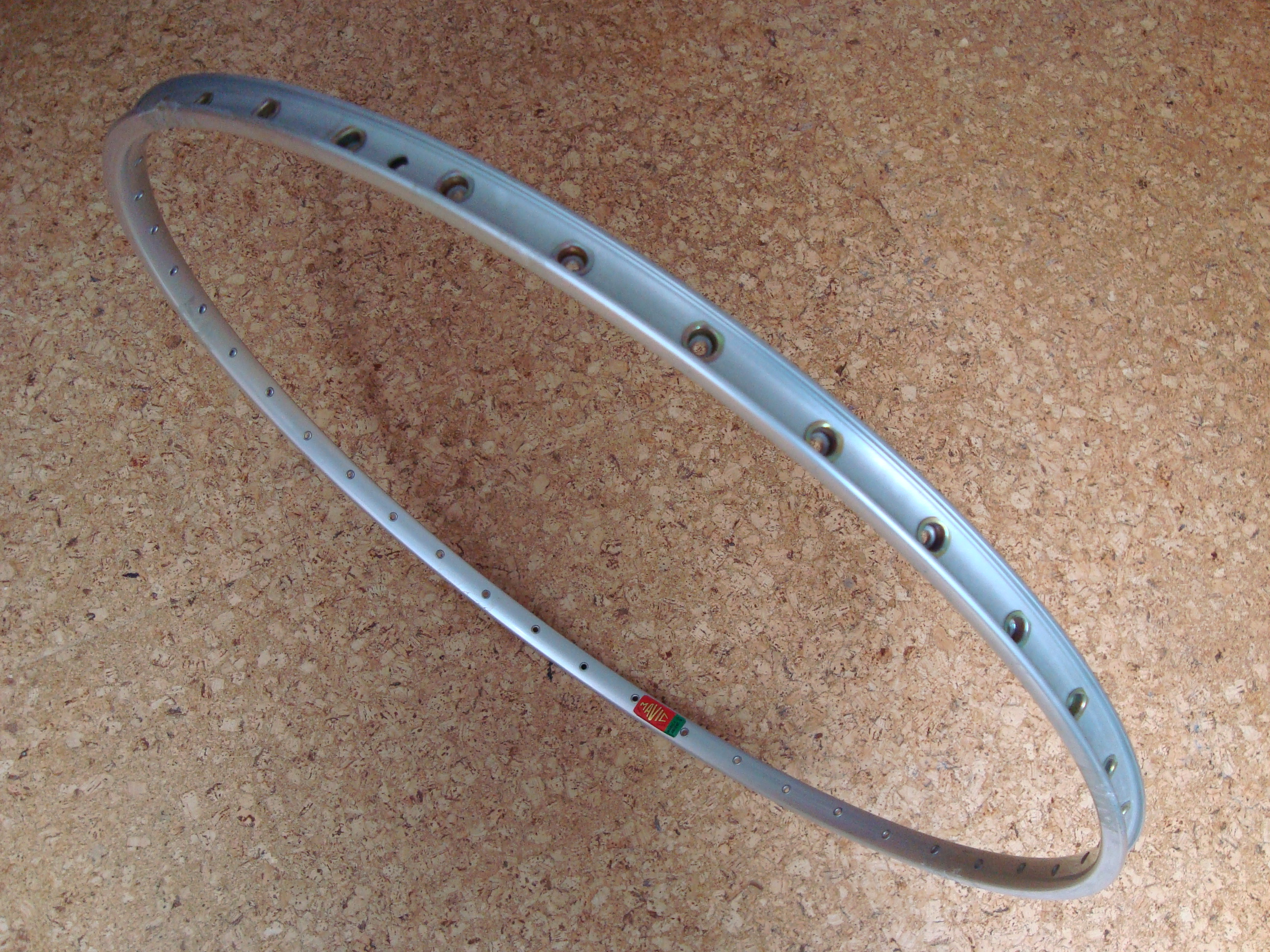
Moderne doppelt geöste Hohlkammerfelge aus Aluminium

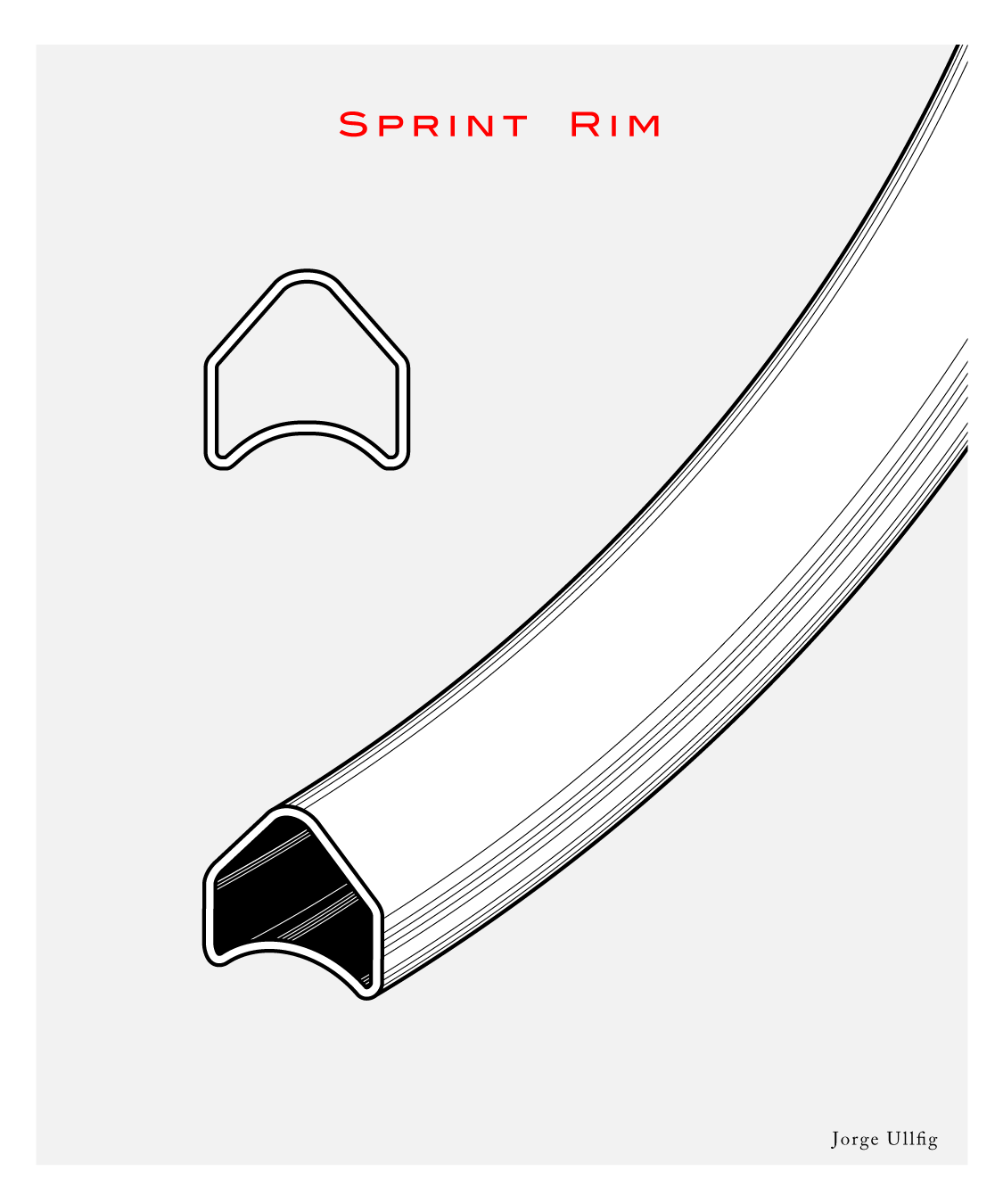
Schlauchreifenfelge aus Stahlblech

Die Fahrradfelge ist das außenliegende ringförmige Metall-, Holz- oder Kunststoffprofil eines Laufrads, das den Reifen, den Schlauch bzw. Dichtmilch und das Felgenband aufnimmt. Die Felge wird im Regelfall über Stahlspeichen mit der Nabe des Fahrrads verbunden. Besonders aerodynamische Felgen werden auch mit angeformten Streben gefertigt oder von einer durchgehenden Scheibe getragen.

## Felgentypen

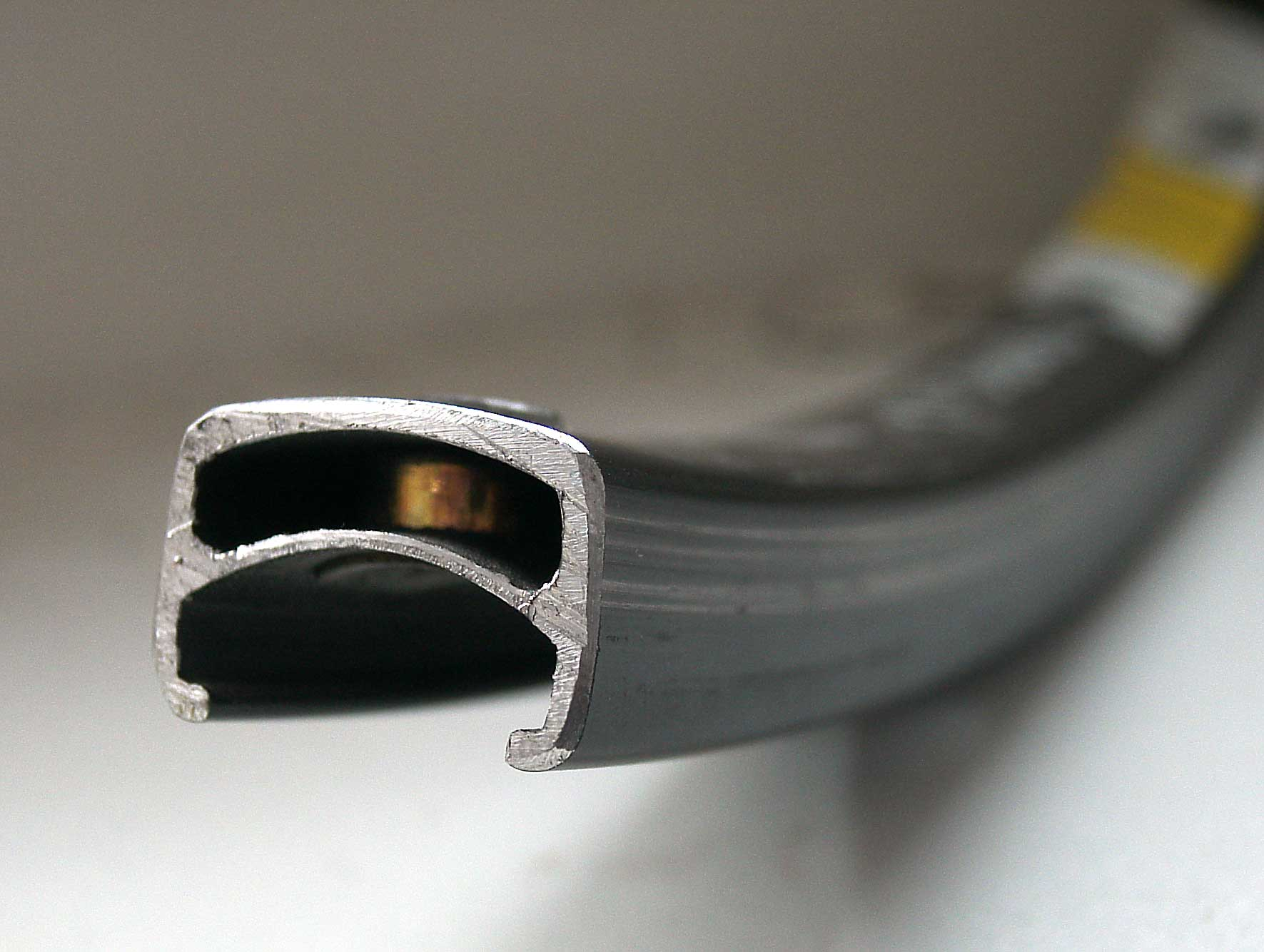
Doppelt geöste Aluminium-Hohlkammerfelge für Drahtreifen, nach innen zeigende „Haken“ erkennbar (Campagnolo Omega Strada Hardox Baujahr 1991)

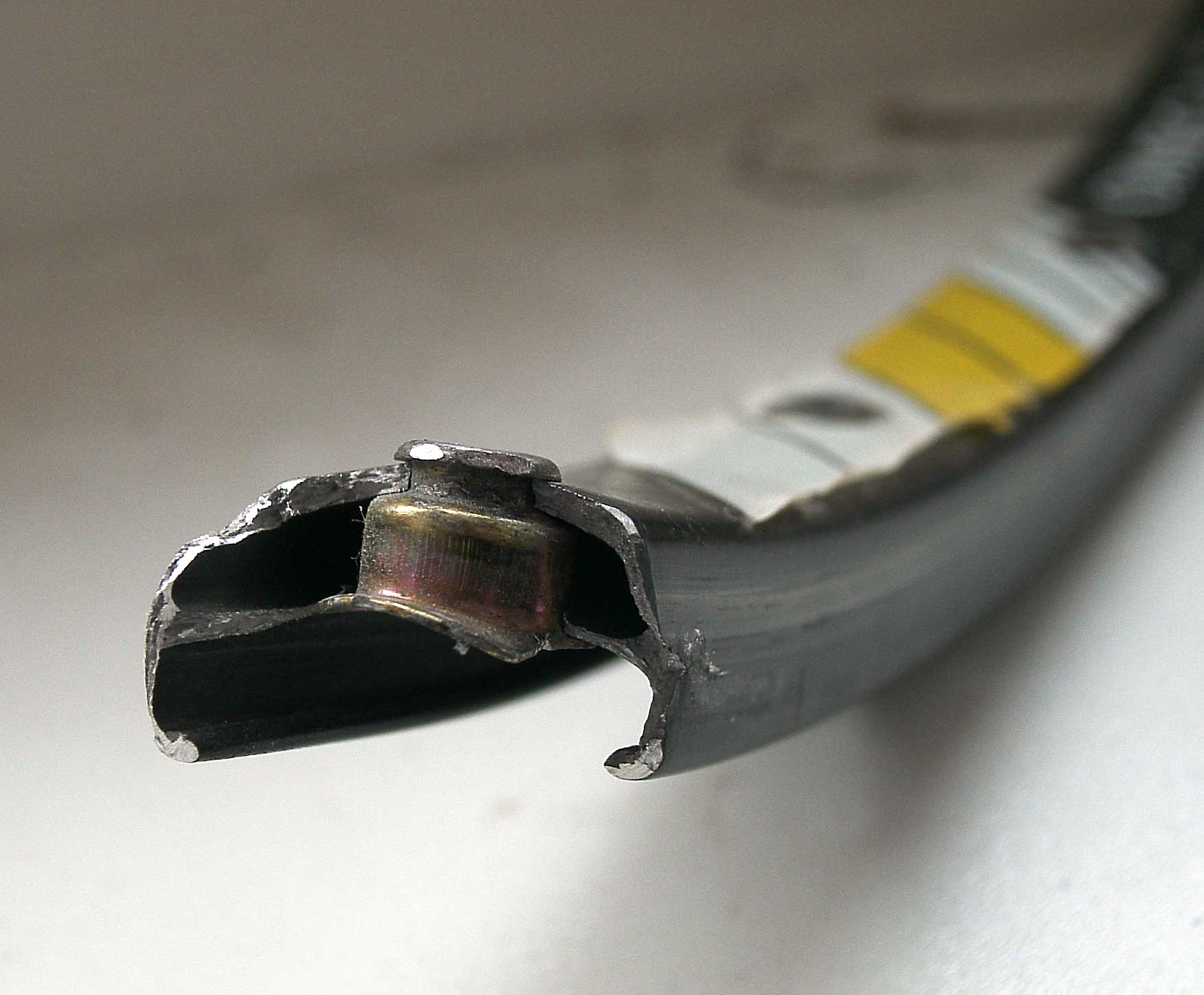
Blick auf die Bruchstelle einer doppelt geösten Aluminium-Hohlkammerfelge. Sichtbar ist der freiliegende Napf zur Aufnahme der Speichennippel

Man unterscheidet folgende Felgentypen:
Drahtreifenfelgen oder Hakenfelgen
Das sind in allen Ausführungen Tiefbettfelgen. In den Bildern ist im „Maul“ der Felge eine nach innen gerichtete Kante zu erkennen, die „Haken“ genannt wird. Gegen diese Kante drückt der Schlauch den Wulst des Mantels. Der Wulst wird durch den „Haken“ in der Felge gehalten, während radial eingearbeitete Drähte oder hochfeste Faserbündel verhindern, dass sich der Wulst des Mantels streckt. Die englische Bezeichnung für diese Bauart ist clincher.
Wulstreifenfelgen oder Westwoodfelgen
Der Wulst des Reifenmantels enthielt früher keinen Draht und war voluminöser als bei heutigen Reifentypen. Wulstreifenfelgen waren in der Regel breiter als die heutigen Felgen und wurden aus Stahlblech gefertigt. Sie ließen keine hohen Reifendrücke zu, da der Reifenwulst weniger sicher in der Felge verankert lag, als bei heutigen Hakenfelgen.
Hohlkammerfelgen
Hohlkammerfelgen besitzen einen doppelten Felgenboden, der einen Hohlraum einschließt. Um eine ausreichende Stabilität bei geringem Gewicht erreichen zu können, werden Schlauchreifenfelgen sowie höherwertige Drahtreifenfelgen aus Stahl oder Aluminium häufig als  Hohlkammerfelgen gefertigt. Felgen mit einfachem U-Profil-Querschnitt wie einfache Drahtreifenfelgen oder die traditionellen, breiten Wulstreifenfelgen enthalten meist zumindest kleinere Hohlräume, die durch Umbördeln des Randes bei Stahlfelgen gebildet werden oder bei Aluminiumfelgen zum Verbinden der Enden des Strangpressprofils durch Stahlstifte dienen.
Felgen für schlauchlose Reifen
Viele höherwertige Felgen werden als „Tubeless-ready“ vermarktet und sind ab Werk unter anderem durch eine besondere Gestaltung des Felgenbetts, luftdichte Felgenbänder und chemische Beständigkeit gegen die Dichtemulsionen für den Einsatz von Schlauchlos-Bereifung vorbereitet.
Erstmals wurden 1998 von Continental und Rigida spezielle Felgen angeboten, die die Verwendung von schlauchlosen Reifen ermöglichen. Das Felgenbett war hier mit einer in Nuten eingelegten Gummidichtung abgedeckt. In der Folge wurde vor allem im Mountainbikesport der Einsatz von schlauchlosen Bereifungen durch Adaption weitgehend handelsüblicher Draht- oder Faltbereifungskomponenten realisiert, bei denen spezielle Felgenbänder, Einschraubventile und eine Dichtemulsion in üblichen ETRTO-konformen Felgen zum Einsatz kommen.
Schlauchreifenfelgen
Schlauchreifenfelgen sind Hohlkammerfelgen ohne Flanken. Sie bestehen also nur aus dem Grundkörper mit einer konkav geformten Fläche, auf welcher der Schlauchreifen (Schweiz: Collé oder auch Tubolare) mit Reifenkitt aufgeklebt wird. Schlauchreifen lassen die höchsten Drücke zu und sind bei Bahnrennen vorgeschrieben.
Bei montiertem Reifen ist oft nicht erkennbar, ob eine Drahtreifenfelge ein Hohlkammerprofil hat oder nicht.
Wenn Felgenbremsen (Seitenzug-, Mittelzugbremsen, Cantilever, V-Bremsen) verwendet werden sollen, müssen die Seitenflanken der Felgen als Reibfläche für die Bremsklötze ausgebildet sein. Wulstreifenfelgen wurden früher auch mit Gestängebremsen mit hufeisenförmigen Halterungen verwendet, die die Bremsklötze von unten gegen das Felgenbett zogen.

## Bezeichnungen
Der Felgen-Nenndurchmesser ist der Durchmesser der Felgenschulter. Auf der Felgenschulter sollte der innere Rand des Reifens aufliegen. Die Reifenbezeichnung nach ETRTO besteht aus der Reifenbreite gefolgt vom  Felgennenndurchmesser.
Die Felgenschulter ist Teil des Felgenbetts. Das Felgenbett verläuft meist vertieft zwischen den beidseitigen Felgenschultern. Der innere Rand des Reifens wird längs einem großen Stück des Felgenumfangs in die Vertiefung geschoben, um den Reifen an einer radial gegenüberliegenden Stelle seitlich aus dem Felgenmaul herausziehen und danach diesen Reifenrand von der Felge abziehen zu können.
Die Felgenflanke ist der seitliche Rand der Felge, der an die Felgenschulter anschließt und den inneren Rand des Reifens seitlich stützt.
Auf der Innenseite der Felgenflanke von Hakenfelgen befindet sich ein angeformter Überstand, der als Felgenhorn bezeichnet wird. Das Felgenhorn stützt den seitlichen Wulst der Reifenflanke ab.
Die Maulweite ist die Breite der Felge zwischen den beidseitigen Felgenflanken bzw. Felgenhörnern.

## Speichen und Nippel
Üblicherweise werden 32 Speichen aus verzinktem oder rostfreiem Stahl verwendet. Bis in die 1990er Jahre hinein waren 36 Speichen der Standard. Felgen für Tandems oder Lastenfahrräder haben meist 40 oder 48 Nippellöcher. Rennräder verwenden zur Reduzierung von Gewicht und insbesondere des Luftwiderstands 28, 24 bis hinunter zu zwölf Speichen mit ausgeprägten Aero-Felgen am Vorderrad von Rennrädern. Auch Mountainbike-Felgen haben oft 32 Speichenlöcher. Bei Felgen von Kinderfahrrädern und Klappfahrrädern kommen häufig nur 24, 20 oder 16 Speichen zum Einsatz.
Gelochte Felgen
Hier sitzen die Speichennippel direkt auf dem Material des Felgenbodens auf. Das ist bei Felgen in einfacher U-Form üblich, da diese in der Regel eine ausreichende Wandstärke aufweisen. Gelochte Hohlkammerfelgen ohne Verstärkung kommen selten vor.
Gepunzte Felgen
Die Speichen laufen von der Felge abwechselnd zum rechten oder linken Flansch der Nabe. Bei großen Laufrädern und schmalen Felgen ergibt sich daraus nur eine geringe Schrägstellung der Speichen. Besonders bei kleinen Laufrädern ist es jedoch nötig, die Auflagefläche des Speichennippels entsprechend anzuschrägen, um eine einseitige Belastung des Felgenbodens und der Speiche zu vermeiden. Traditionell wird das oft durch einen konvexen Felgenboden erreicht, in dem die Nippellöcher abwechselnd rechts und links außerhalb der Mittellinie angebracht werden. In die aus dünnem Stahlblech gefertigten Wulstreifenfelgen wurden zur Aufnahme der Nippelköpfe häufig auch halbkugelförmige Vertiefungen gepunzt. Die Nippellöcher wurden dann in dieser Vertiefung rechts und links außermittig an der entsprechend geneigten Stelle angebracht. Heute werden die Nippellöcher in Aluminiumfelgen durch eine Neigung des Stanzwerkzeugs oder Fließbohrers gleich im richtigen Winkel ins Material gedrückt.
Einfach geöste Felgen

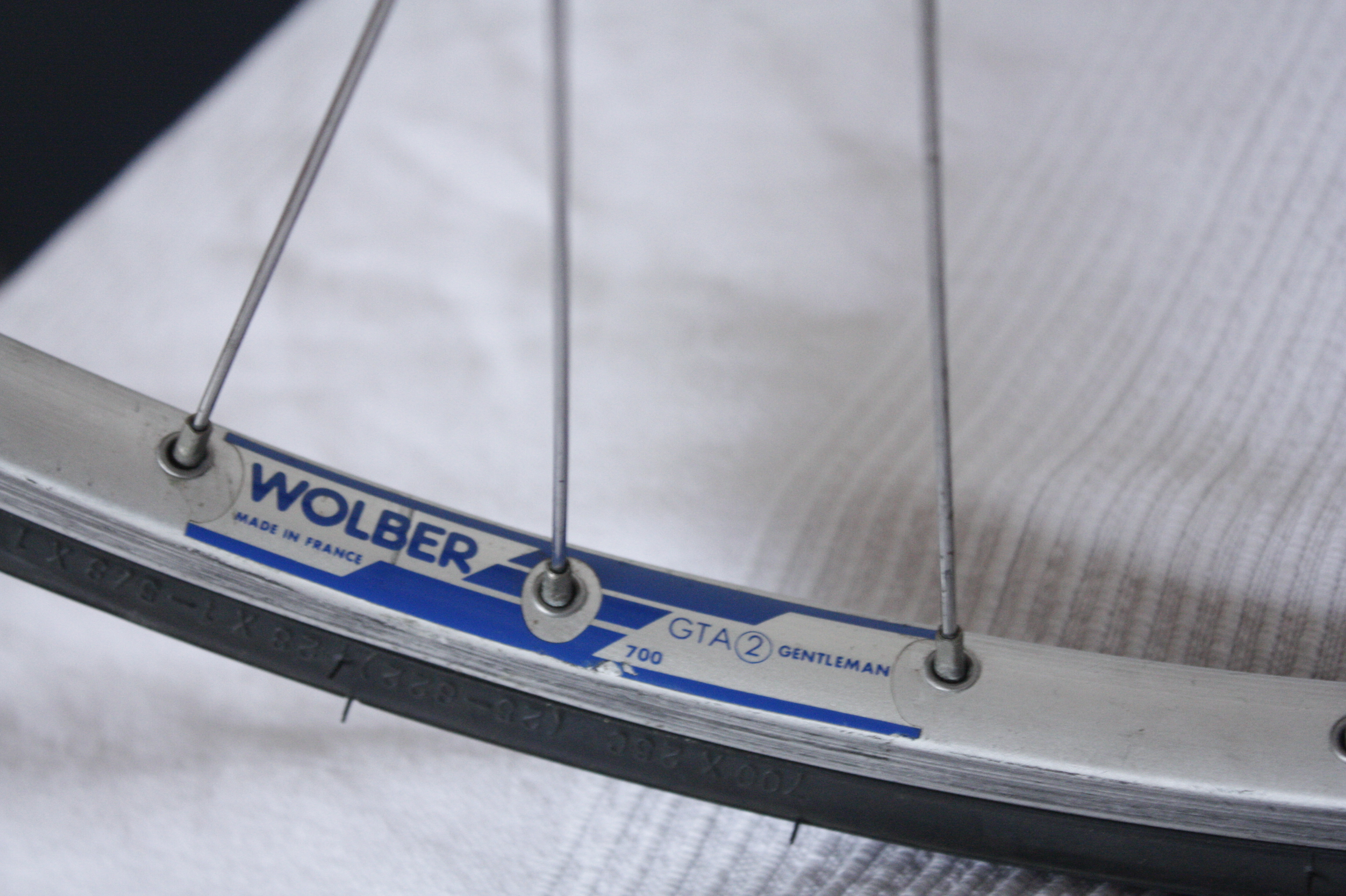
Französische Wolber GTA 2-Felge, einfach geöst

Bei geösten Felgen werden die Nippellöcher durch einen feinen Metallring verstärkt (ähnlich wie Ösen, die in Textilien oder Leder verwendet werden). Der Stahlring verhindert, dass sich der Nippel bei starker Anzugskraft in das weichere Grundmaterial der Felge einarbeitet. Zusätzlich verringert sich die Reibung zwischen dem Speichennippel und der Felge, ebenso wie die Gefahr, dass sich im Felgenboden Risse bilden. Wenn eine Öse mit einem etwas größeren Durchmesser verwendet wird, kann sich die konische Sitzfläche des Speichennippels selbstständig im richtigen Winkel ausrichten, ohne dass eine entsprechende seitliche Neigung des Lochs erforderlich ist. Ähnliche Effekte lassen sich auch erzielen, wenn statt der Ösen Unterlegscheiben zwischen Nippel und Felgenboden verwendet werden.
Doppelt geöste Felgen
Bei Hohlkammerfelgen werden anstelle der flachen Ösenringe oft höhere Hülsen („Näpfe“) verwendet, die den Hohlraum zwischen beiden Felgenböden überbrücken. Wenn sich die Hülsen durch entsprechende Ausbildung des oberen und unteren Rands in beiden Öffnungen der Felgenböden zugleich abstützen, spricht man von doppelt geösten Felgen. Eine Verformung und Rissbildung im Felgenboden durch hohe Speichenspannung ist hier ausgeschlossen. Auch erleichtern die Einsätze das Einlegen der Speichennippel beim Einspeichen, die bei Hohlkammerfelgen sonst gerne in den Hohlraum rutschen.

## Material

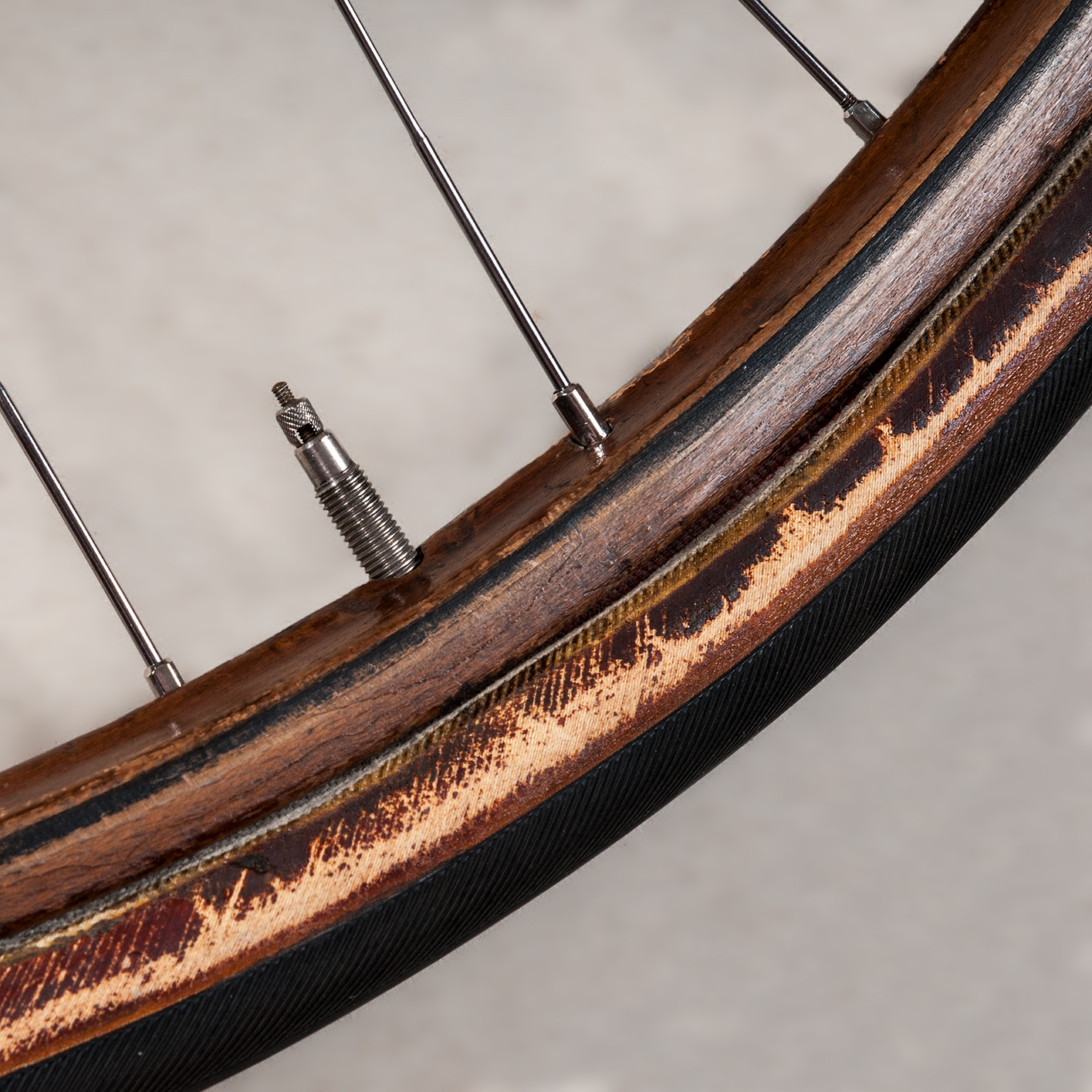
Fahrradfelge aus Holz mit Schlauchreifen

Metallfelgen werden aus einem Profil gefertigt, das in die endgültige Kreisform gebogen und am Stoß zusammengefügt wird. Sie werden heute meist aus einer Aluminiumlegierung gefertigt, die gegenüber Stahl ein geringeres Gewicht und eine bessere Bremswirkung von Felgenbremsen ermöglicht. Aluminium-Leichtmetallprofile werden im Strangpressverfahren hergestellt und dann in Form gebogen. Die Verbindung am Stoß erfolgt entweder durch Schweißen oder durch Einpressen von Verbindungsinserts (z. B. Stahlstifte) in die Hohlkammern des Felgenprofiles. Erster Hersteller von Aluminiumfelgen war 1936 die Firma Altenburger GmbH & Co. KG in Jestetten.
Im hochpreisigen Bereich für Rennräder oder Mountainbikes werden auch Faserverbundwerkstoffe verwendet, vor allem mit Kohlenstofffasern verstärkter Kunststoff (CFK), umgangssprachlich auch Carbon oder Kohlefaser genannt. In Kombination mit Felgenbremsen ist die Bremswirkung bislang jedoch deutlich geringer als bei Aluminiumfelgen. Zunehmend werden im hochpreisigen Bereich auch Scandiumlegierungen verwendet.
Bei preiswerten Kinderrädern kommen auch Laufräder zum Einsatz, deren Felge, Nabe sowie Speichen als Einheit aus Kunststoff-Spritzguß hergestellt wird.
Ein geringer Anteil an Radfelgen, eigentlich Ganz-Laufräder, insbesondere für kleine Kinderräder oder Fahrräder mit Hilfsmotor werden wie Motorradfelgen aus einer Aluminiumlegierung druckgegossen. Große Felgen (mit etwa 26 Zoll Durchmesser) weisen dabei häufig radial gekreuzte Speichen auf, um Drehmoment von der – immer integrierten – Nabe besser übertragen zu können.
Bis in die 1960er Jahre wurden Schlauchreifenfelgen aus Holz vor allem im Bahnradsport verwendet. Im Straßenradsport wurden sie vereinzelt bei Profirennen sogar noch bis in die 1990er eingesetzt.

## Form

Laufräder mit 50, 35 und 30 mm Felgenhöhe (von links nach rechts)

Neben den flachen Querschnitten haben sich besonders im Radsport sowie bei hochwertigen Reiserädern und Trekkingrädern Profilfelgen mit tropfenförmigem Querschnitt durchgesetzt. Diese werden auch als Aero- oder V-Felgen bezeichnet und sind deutlich steifer als flache Felgen. Der bessere Strömungswiderstandskoeffizient (cw) dieser Felgen spielt überwiegend im Radsport eine Rolle, da er sich erst ab Geschwindigkeiten von etwa 40 km/h deutlich bemerkbar macht.
Bei steifen Hohlkammerfelgen kann die Speichenzahl reduziert werden. Dann muss jedoch der Felgenboden stärker ausgeführt werden, weshalb Tropfenprofile oft schwerer sind und damit ein höheres Massenträgheitsmoment haben.

## Größen
Felgengrößen werden unter anderem von der ETRTO standardisiert. Felgen müssen die Vorgaben des Nenndurchmesser, der Felgenhornhöhe und -tiefe, Maße der Übergangsradien und einige andere vorgegebene Größen wie den Ventillochdurchmesser einhalten, um den zugehörigen Reifen sicheren Halt zu geben.
Für die Ersatzbeschaffung und den Laufradbauer sind weitere Angaben maßgeblich, wie z. B. die Anzahl der Speichenlöcher und der „maßgebliche Felgendurchmesser“ (in Herstellerdatenblättern oft mit ERD abgekürzt, für die englische Bezeichnung Effective Rim Diameter). Dieser bezeichnet den Durchmesser des Kreises, der über die Speichennippel-Auflageflächen im Felgenboden gemessen wird. Die Speichenlänge hängt zudem vom Abstand und Lochkreis-Durchmesser der Nabenflansche, der Einspeichungsart (Kreuzungszahl) sowie der Aussermittigkeit von Hinterrädern mit Zahnkranz ab.

### Maulweite
Als zweite Kenngröße neben dem Durchmesser haben Fahrradfelgen verschiedene Maulweiten. Die Maulweite ist das Innenmaß zwischen den Felgenflanken im Querschnitt. Üblich sind Maulweiten zwischen 13 und 30,5 mm, bei Fatbikes bis über 70 mm. Nicht alle Maulweiten sind mit allen Reifenbreiten kompatibel, Reifen- und Felgenpaarungen außerhalb der Spezifikationen können Schwierigkeiten bei der Montage bereiten und ein schlechtes Fahr- und Verschleißverhalten haben, im Extremfall kann der Reifen von der Felge abrutschen.
Bei sportlichen Mountainbikes hat sich eine Felgenbreite von 17 mm durchgesetzt, die laut ETRTO eigentlich nur für Reifen mit 37 mm (1,5 Zoll) Breite geeignet sind. In der Praxis werden oft Reifen bis 60 mm (2,35 Zoll) Breite montiert. Die Kombination von schmalen Felgen mit zu breiten Reifen verringert die Gefahr des Durchschlags ein wenig und man spart etwas Gewicht. Demgegenüber stehen verschiedene Nachteile:
- Die Belastung der Reifenflanken erhöht sich, da diese unmittelbar am Felgenrand stärker geknickt werden. Besonders bei Mountainbike-Reifen, die mit niedrigem Luftdruck gefahren werden, erhöht sich die Walkarbeit. Infolgedessen löst sich das Gummi an der Reifenflanke, die Karkasse liegt frei und der Reifen entwickelt Seitenschlag, noch bevor die Lauffläche abgefahren ist. Bei stärker belasteten Reifen kommt es zum Flankenbruch: seitliche Ausbeulungen und schließlich Risse, durch die sich der Schlauch drückt.
- Die Spurtreue verringert sich bei Kurvenfahrt. Reifen mit allzu niedrigem Luftdruck neigen in der Kurve gar zum Ausbrechen.
- Die Belastung der Felgenflanken erhöht sich durch den seitlichen Zug der Reifenflanke, die mit dem Umfang des Reifenquerschnitts ansteigt. Zur Überlastung führt das in der Regel nur beim Hinterrad hochbelasteter Tandems, Lasten- oder Reiseräder.

## Steifigkeit
Die Verwindungssteifigkeit der Felge hängt überwiegend vom verwendeten Material und dem Flächenträgheitsmoment des Felgenquerschnitts ab, das sich aus der Materialstärke und der Form des Felgenquerschnitts ergibt. Breite und hohe Felgen haben ein höheres Flächenträgheitsmoment als vergleichbare Felgen mit flacherem oder schmalerem Querschnitt.
Eine hohe Steifigkeit verteilt die Belastung auf die Speichen gleichmäßiger und macht die Felge weniger anfällig für außerplanmäßige Belastung. Hohlkammer-Felgen mit hohem Querschnitt sind besonders verwindungssteif. Sie besitzen meist ein aerodynamisch gerundetes Dreiecksprofil, das als Tropfen- oder „V“-Profil bezeichnet wird.
Damit eingespeichte Laufräder zeichnen sich durch eine äußerst geringe Speichenbruchrate aus. Ein gewisser Nachteil ist, dass diese steifen Felgen auch Stöße besser an den Fahrer übertragen, als Felgen mit flachem Profil.
Felgen mit hoher Steifigkeit neigen weniger zur Entwicklung von Höhen- und Seitenschlag (einem „Ei“ oder einer „Acht“) und lassen sich einfacher ausrichten („zentrieren“).
Die Belastung der Felge ist in der Nähe der Speichenlöcher am höchsten. Die Speichenlöcher von Aluminiumfelgen werden daher meist mit Ösen aus Stahl verstärkt, die auch die Reibung zwischen Speichennippel und Felge reduzieren. Bei Aluminiumfelgen ohne Ösen sollten die Köpfe der Speichennippel leicht eingefettet werden. Der Hersteller Campagnolo reduziert bei einigen seiner Felgen die Materialstärke in den Bereichen zwischen den Bohrungen und spart dadurch nach eigenen Angaben 40 Gramm Gewicht ein.

## Schäden
Verbogene Felgen sollten möglichst vor dem Zentrieren der Felge gerichtet werden. Dies ist mit den richtigen Methoden häufig ohne spezielles Werkzeug und auch unterwegs möglich. Wird versucht, eine deutlich verbogene Felge alleine durch Spannen oder Lockern der Speichennippel zu richten, so bleiben einige Speichen locker während andere so stark gespannt werden müssen, dass sie relativ leicht brechen.

## Sicherheit

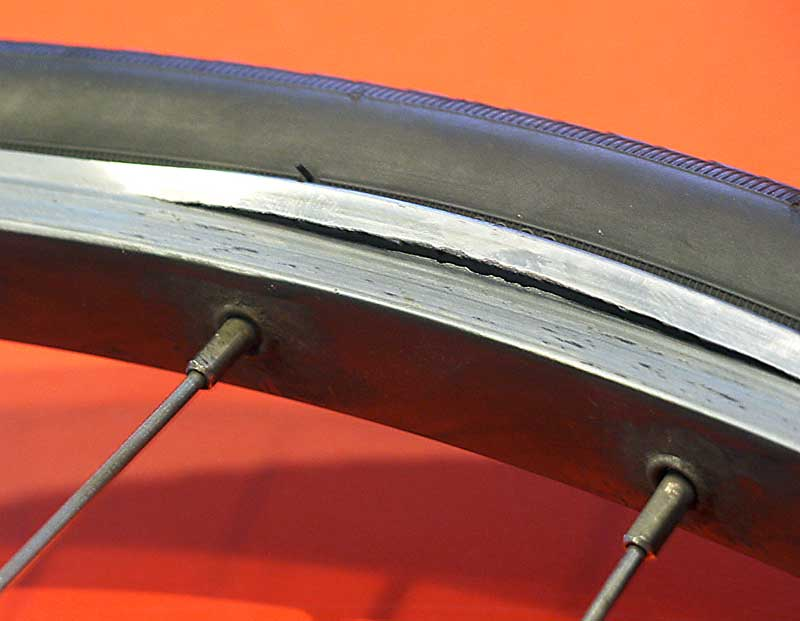
Felgen nutzen sich beim Bremsen mit Felgenbremsen ab. Hier verringerte sich die Wandstärke der Felge soweit, bis sich zwischen der Felgenflanke und dem Felgenboden ein Riss entwickelte und die Flanke vom Reifendruck nach außen gedrückt wurde.

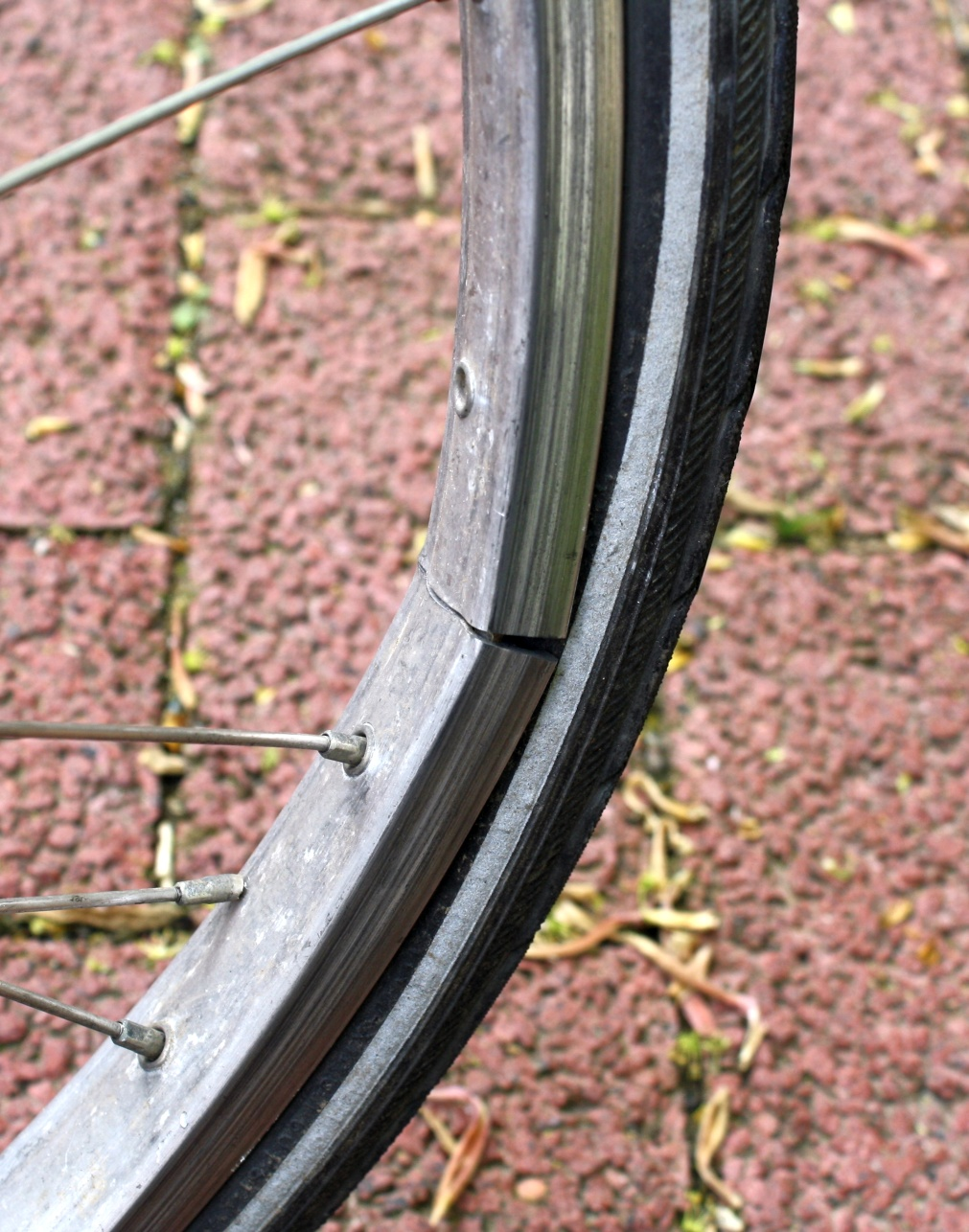
Bei der Kollision mit einer Autotür am Felgenstoß gebrochene Fahrradfelge

Bei Fahrrädern mit Felgenbremsen führt der durch das Reiben der Bremsklötze auf den Felgenflanken verursachte Verschleiß mit der Zeit zur Abnahme der Felgenwanddicke. Gefährlich wird das, wenn die Felge dann (meist bei schneller Erhitzung bei einer starken Bremsung) unvermittelt aufbricht. Das Laufrad kann blockieren, was zu Stürzen führen kann. Daher empfiehlt der ADFC, Felgen mit Verschleißindikator, z. B. einer eingedrehten Rille in der Felgenwand, zu verwenden. Sollte soviel Material abgetragen worden sein, dass der Indikator nicht mehr erkennbar ist, sollten die Felgen ausgetauscht werden. Als Mindestmaß für die Felgenwanddicke gilt 1,1 mm.
Es gibt auch Felgen, bei denen die Reibflächen der Flanken mit Keramik beschichtet sind, diese zeigen so gut wie gar keinen Verschleiß.

## Hersteller
Fahrradfelgen werden weltweit von einer Reihe von Firmen hergestellt. Teilweise lassen verschiedene Hersteller von Fahrrädern ihre Felgen und Laufräder von den gleichen Produzenten in China und Südostasien fertigen. Eine Auswahl von Herstellern:
- Mavic, französischer Hersteller von Fahrrad-Komponenten
- Miche, italienischer Hersteller
- RYDE International, holländische Marke, hat die Traditionsmarke Rigida übernommen
- DT Swiss, Schweizer Hersteller von Laufradkomponenten, Laufräder werden inzwischen auch in Polen und den USA produziert
- Exal, belgischer Hersteller; übernommen von Büchel Gruppe Deutschland; Fabrikationsstandorte in Belgien und Deutschland
- Vuelta,[8] deutscher Hersteller; gehört zur Büchel Gruppe